# 丸の内 (松本市)
丸の内（まるのうち）は長野県松本市の国宝松本城周辺の町名である。丁番を持たない単独町名である。住居表示実施済み。郵便番号は390-0873。

## 概要
松本城を中心に、松本市役所などの官公庁の集まる地区として発展している。
現在、計画・建設中の内環状線（松本都心環状線）が丸の内を通る計画があるが、実現すれば道幅の拡張によって松本城交差点付近の風景が様変わりし、城下町の景観が損なわれることが懸念される。
市内に丸の内病院、丸の内中学校、丸の内消防署があるが、かつてこの地区にあったことからその名前が残っている。（丸の内病院：現在の「テレビ信州松本総局」付近から開智の旧田町小学校跡地を経て渚へ、丸の内中学校：現在の「市立博物館」付近から宮渕へ、丸の内消防署：現在の「松本神社」の北半分付近から城西へ）

## 歴史
- 1871年 - 松本城二の丸に筑摩県庁がおかれるが、わずか5年で焼失（これにより筑摩県は長野県に編入される）。
- 高度経済成長のころ ‐ 松本市役所が縄手通り沿いから丸の内の地蔵清水（現在の場所）に移る。
- 1965年9月1日 - 住居表示を実施[4]。
- 1970年 - 長野地方裁判所松本支部が松本城二の丸から現在の場所（丸の内）に移る。

2005年松本城交差点前の千代田生命ビルが取り壊され、平屋建て店舗のファミリーマートが開店したが、城下町の景観を損なわないように壁は蔵に似せたつくりになっている（看板も低く設置されている）。松本市ではその他の地域でも高層マンションの高さ規制が行われている。
俗地名では地蔵清水、小柳町（一部）、北馬場町（一部）、大名町（一部）などが該当する。

## 世帯数と人口
2018年（平成30年）10月1日現在の世帯数と人口は以下の通りである。
| 町丁   | 世帯数 | 人口  |
| ------ | ------ | ----- |
| 丸の内 | 78世帯 | 162人 |

## 施設
- 松本城
- 松本市立博物館（旧日本民俗資料館）
- 松本城公園（旧称は中央公園）
- 松本神社
- 松本市役所
- 松本信用金庫本社
- 長野地方裁判所松本支部
- 日本銀行松本支店